# Vilkitskijön
För ön i Karahavet, se Vilkitskijön (Karahavet).

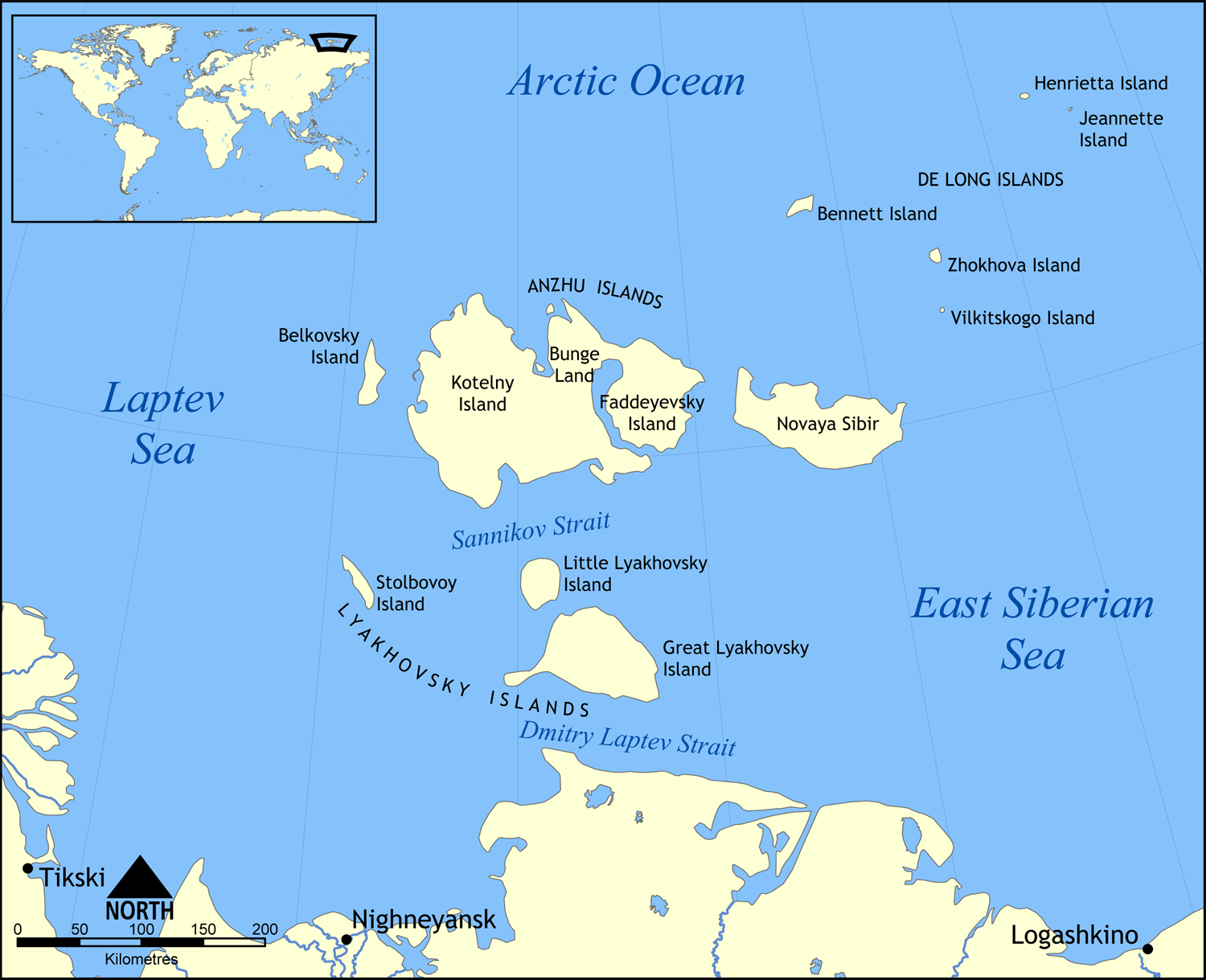
Områdeskarta

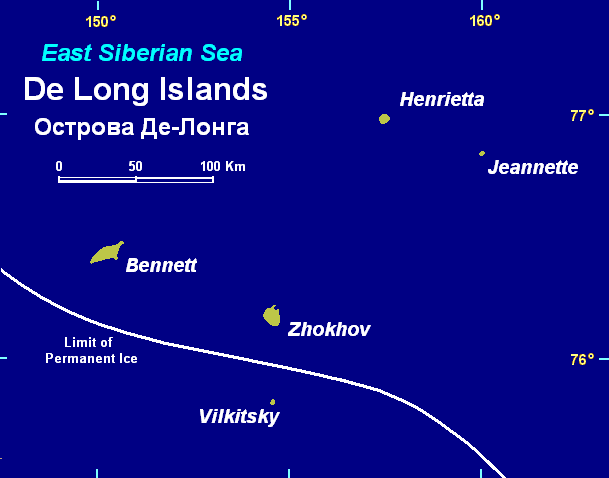
Lägeskarta

Vilkitskijön (ryska Oстров Вильки́цкого Ostrov Vilkitskogo) är en ö i ögruppen De Longöarna i Norra ishavet och tillhör Ryssland.

## Geografi
Vilkitskijön ligger ca 4 600 km nordöst om Moskva utanför Sibiriens nordöstra kust mellan Laptevhavet i väst och Östsibiriska havet i öst som den sydligaste och minsta ön i ögruppen. 
Det obebodda ön har en areal om cirka 1,5 km². Den högsta höjden är cirka 70 m ö.h.
Förvaltningsmässigt ingår området i den ryska delrepubliken Sacha.

## Historia
Åren 1885 till 1886 och 1893 samt 1900-1902 genomförde balttyske upptäcktsresande Eduard Toll och Alexander Bunge  i rysk tjänst en forskningsresa till området utan att upptäcka ön.
Vilkitskijön upptäcktes först den 20 augusti 1913 av en besättningsman på fartyget "Tajmyr" under Boris Vilkitskij på den stora hydrografiska kartläggningsexpeditionen av Norra ishavet åren 1910 till 1915. Ön namngavs då Ostrov General Vilkitskogo men ändrades senare till bara Ostrov Vilkitskogo.